# Pecos Bill
Pecos Bill es una de las figuras míticas más representativas del vaquero estadounidense. Fue creado por el escritor Edward J. O'Reilly en 1923.
Se dice que vivió cerca de la frontera con México. Desde la creación de la leyenda, se ha visto idealizado como el mejor vaquero del Oeste de los Estados Unidos. Cuenta la leyenda que, siendo niño, se cayó de la diligencia en la que viajaba y fue encontrado por una familia de coyotes cerca del llamado río Pecos (suroeste de Texas). Allí creció y montado en su caballo logró ahuyentar a un tornado. También se le atribuye que, durante un periodo de sequía, llevó lluvia desde California hasta Texas, dando forma con ello al Golfo de México.
En 1948, en la película Tiempo de melodía de Disney, se realizó un corto animado en el que Roy Rogers interpreta la famosa canción que relata la vida de este vaquero. Este tema musical fue también interpretado por Luis Aguilé en 1973 en su álbum "para mis amigos los niños" en español  como canción infantil. Tin Tan la interpretó en una de sus películas "Los líos de barba azul" (1954). Más tarde fue popularizada por el payaso mexicano Cepillín. Durante la decáda de 1970 se publicaron algunas historietas mexicanas en las que Pecos Bill peleaba contra personajes como Pancho Villa y Emiliano Zapata.